# Franc Bogovič
Franc Bogovič (* 2. února 1963 Veliki Kamen) je slovinský politik.

## Životopis
Narodil se v Velikem Kamenu v občině Krško. V roce 1981 odmaturoval na Gymnáziu v Brežicích, v roce 1984 ukončil Vyšší zemědělskou školu v Mariboru. V letech 1985 až 1990 pracoval nejprve jako zemědělský manažer a poté vedoucí kooperací v Agrokombinátu Krško. V květnu 1988 vstoupil do nově vzniklé Slovinské lidové strany (SLS). V roce 1990 založil rodinný podnik, který se zabývá obchodem a organizací zemědělské výroby. Tuto společnost vedl do roku 1998. V letech 1998 až 2011 zastával funkci župana občiny Krško. V roce 2009 se stal místopředsedou SLS a byl současně předsedou Klubu županů SLS a viceprezidentem Skupiny evropských obcí s jaderným zařízením (Group of European Municipalities with nuclear facilities, GMF). V letech 2008 a 2011 byl zvolen na kandidátce SLS do Státního shromáždění, v únoru 2012 se stal ministrem zemědělství a životního prostředí v Janšově druhé vládě.